# 2956 Yeomans
2956 Yeomans è un asteroide della fascia principale. Scoperto nel 1982, presenta un'orbita caratterizzata da un semiasse maggiore pari a 2,7647305 UA e da un'eccentricità di 0,0906669, inclinata di 2,86422° rispetto all'eclittica.